# Nakabayashi Chikutō
Pour les articles homonymes, voir Nakabayashi.
Nakabayashi Chikutō (中林 竹洞), de son vrai nom Nakabayashi Seishō (中林 成昌) est un peintre japonais d'animaux et de paysages de l'école Nanga (peinture de lettré), né en 1776 et mort en 1853. Ses noms de pinceaux étaient Chikutō, Taigen-an (大原庵), Tōzan-Inshi (東山隠士) ou Chūtan (冲澹).

## Biographie
Fils d'un médecin de Nagoya, Chikutō devient à l'âge de quinze ans le protégé d'un riche homme d'affaires et collectionneur de cette même ville : Kamiya Tenyū, chez qui il rencontre de nombreux artistes et étudie les techniques picturales chinoises. C'est là qu'il fait la connaissance du peintre Yamamoto Baiitsu. L'un et l'autre comptent parmi les meilleurs représentants du Nanga japonais. Ils partent ensemble à Kyōto en 1802 et s'adjoignent au cercle du grand  érudit Rai San'yō (1780-1832). Chikutō s'installe définitivement à Kyōto en 1815.
Malgré toute son expérience, de la peinture chinoise, Chikutō a un style peu varié et une attitude didactique qui sous-tendent ses compositions plutôt statiques et conventionnelles. Leur charme peut être dû à leur valeur décorative  et à une légèreté de touches dont les effets sont heureux et singuliers. Esprit clair et systématique, il est le théoricien du mouvement de peinture de lettré japonaise, comme le prouvent ses écrits : Bunga-yūeki (Méthode de peinture à l'encre) et Chikutō -garan (Cahiers de Chikutō). Son fils, Nakabayashi Chikukei, est aussi connu comme peintre.
Quelques-unes de ses œuvres sont présentées au Musée national de Tokyo.